# Jim O'Brien (hockey sur glace)
Pour les articles homonymes, voir Jim O'Brien.
Jim O'Brien (né le 29 janvier 1989 à Maplewood, Minnesota aux États-Unis) est un joueur professionnel américain de hockey sur glace. Il évolue au poste de centre.

## Carrière de joueur
Après deux saisons avec l'équipe de développement des États-Unis, il se joint à 17 ans aux Golden Gophers du Minnesota. Il est alors le plus jeune joueur dans les rangs universitaires américains. Il n'y joue qu'une saison préférant poursuivre son stage junior avec les Thunderbirds de Seattle.
Il fait ses débuts professionnels avec les Senators de Binghamton au terme de la saison 2008-2009. Il remporte avec ce club la Coupe Calder au terme de la saison 2010-2011. Il fait aussi ses débuts dans la Ligue nationale de hockey cette même saison avec les Sénateurs d'Ottawa.

## Statistiques

### En club
| Saison     | Équipe                          | Ligue      |    | Saison régulière | Saison régulière | Saison régulière | Saison régulière | Saison régulière |   | Séries éliminatoires | Séries éliminatoires | Séries éliminatoires | Séries éliminatoires | Séries éliminatoires |
| Saison     | Équipe                          | Ligue      | PJ | B                | A                | Pts              | Pun              | PJ               | B | A                    | Pts                  | Pun                  |                      |                      |
| 2004-2005  | équipe de Développement des USA | NAHL       | 40 | 10               | 12               | 22               | 41               | -                | - | -                    | -                    | -                    |                      |                      |
| 2005-2006  | équipe de Développement des USA | NAHL       | 13 | 6                | 10               | 16               | 14               | -                | - | -                    | -                    | -                    |                      |                      |
| 2006-2007  | Golden Gophers du Minnesota     | NCAA       | 43 | 7                | 8                | 15               | 51               | -                | - | -                    | -                    | -                    |                      |                      |
| 2007-2008  | Thunderbirds de Seattle         | LHOu       | 70 | 21               | 34               | 55               | 66               | 12               | 2 | 6                    | 8                    | 14                   |                      |                      |
| 2008-2009  | Thunderbirds de Seattle         | LHOu       | 63 | 27               | 35               | 62               | 55               | 5                | 1 | 0                    | 1                    | 10                   |                      |                      |
| 2008-2009  | Senators de Binghamton          | LAH        | 6  | 0                | 1                | 1                | 0                | -                | - | -                    | -                    | -                    |                      |                      |
| 2009-2010  | Senators de Binghamton          | LAH        | 76 | 8                | 9                | 17               | 49               | -                | - | -                    | -                    | -                    |                      |                      |
| 2010-2011  | Senators de Binghamton          | LAH        | 74 | 24               | 32               | 56               | 67               | 23               | 3 | 4                    | 7                    | 12                   |                      |                      |
| 2010-2011  | Sénateurs d'Ottawa              | LNH        | 6  | 0                | 0                | 0                | 2                | -                | - | -                    | -                    | -                    |                      |                      |
| 2011-2012  | Senators de Binghamton          | LAH        | 27 | 7                | 7                | 14               | 10               | -                | - | -                    | -                    | -                    |                      |                      |
| 2011-2012  | Sénateurs d'Ottawa              | LNH        | 28 | 3                | 3                | 6                | 4                | 7                | 0 | 1                    | 1                    | 0                    |                      |                      |
| 2012-2013  | Sénateurs d'Ottawa              | LNH        | 29 | 5                | 1                | 6                | 8                | 7                | 0 | 1                    | 1                    | 0                    |                      |                      |
| 2013-2014  | Senators de Binghamton          | LAH        | 51 | 11               | 18               | 29               | 46               | 2                | 1 | 1                    | 2                    | 2                    |                      |                      |
| 2014-2015  | Metallourg Novokouznetsk        | KHL        | 22 | 2                | 10               | 12               | 30               | -                | - | -                    | -                    | -                    |                      |                      |
| 2014-2015  | Bears de Hershey                | LAH        | 32 | 10               | 19               | 29               | 26               | 10               | 3 | 1                    | 4                    | 8                    |                      |                      |
| 2015-2016  | Devils d'Albany                 | LAH        | 56 | 19               | 19               | 38               | 48               | 6                | 2 | 3                    | 5                    | 4                    |                      |                      |
| 2015-2016  | Devils du New Jersey            | LNH        | 4  | 0                | 0                | 0                | 2                | -                | - | -                    | -                    | -                    |                      |                      |
| 2016-2017  | Rampage de San Antonio          | LAH        | 53 | 9                | 15               | 24               | 42               | -                | - | -                    | -                    | -                    |                      |                      |
| 2017-2018  | Senators de Belleville          | LAH        | 60 | 13               | 16               | 29               | 44               | -                | - | -                    | -                    | -                    |                      |                      |
| 2017-2018  | Sénateurs d'Ottawa              | LNH        | 10 | 0                | 1                | 1                | 0                | -                | - | -                    | -                    | -                    |                      |                      |
| 2018-2019  | Senators de Belleville          | LAH        | 11 | 1                | 2                | 3                | 4                | -                | - | -                    | -                    | -                    |                      |                      |
| 2019-2020  | Nürnberg Ice Tigers             | DEL        | 15 | 1                | 1                | 2                | 10               | -                | - | -                    | -                    | -                    |                      |                      |
| Totaux LNH | Totaux LNH                      | Totaux LNH | 77 | 8                | 5                | 13               | 16               | 7                | 0 | 1                    | 1                    | 0                    |                      |                      |

### En équipe nationale
| Année | Équipe         | Compétition                  |   | PJ | B | A | Pts | Pun               |  | Résultat |
| 2006  | États-Unis U18 | Championnat du monde -18 ans | 6 | 3  | 1 | 4 | 6   | Médaille d'or     |  |          |
| 2007  | États-Unis U18 | Championnat du monde -18 ans | 7 | 3  | 4 | 7 | 12  | Médaille d'argent |  |          |
| 2009  | États-Unis U20 | Championnat du monde junior  | 6 | 1  | 3 | 4 | 2   | 5e place          |  |          |